# Fritz Bernuth

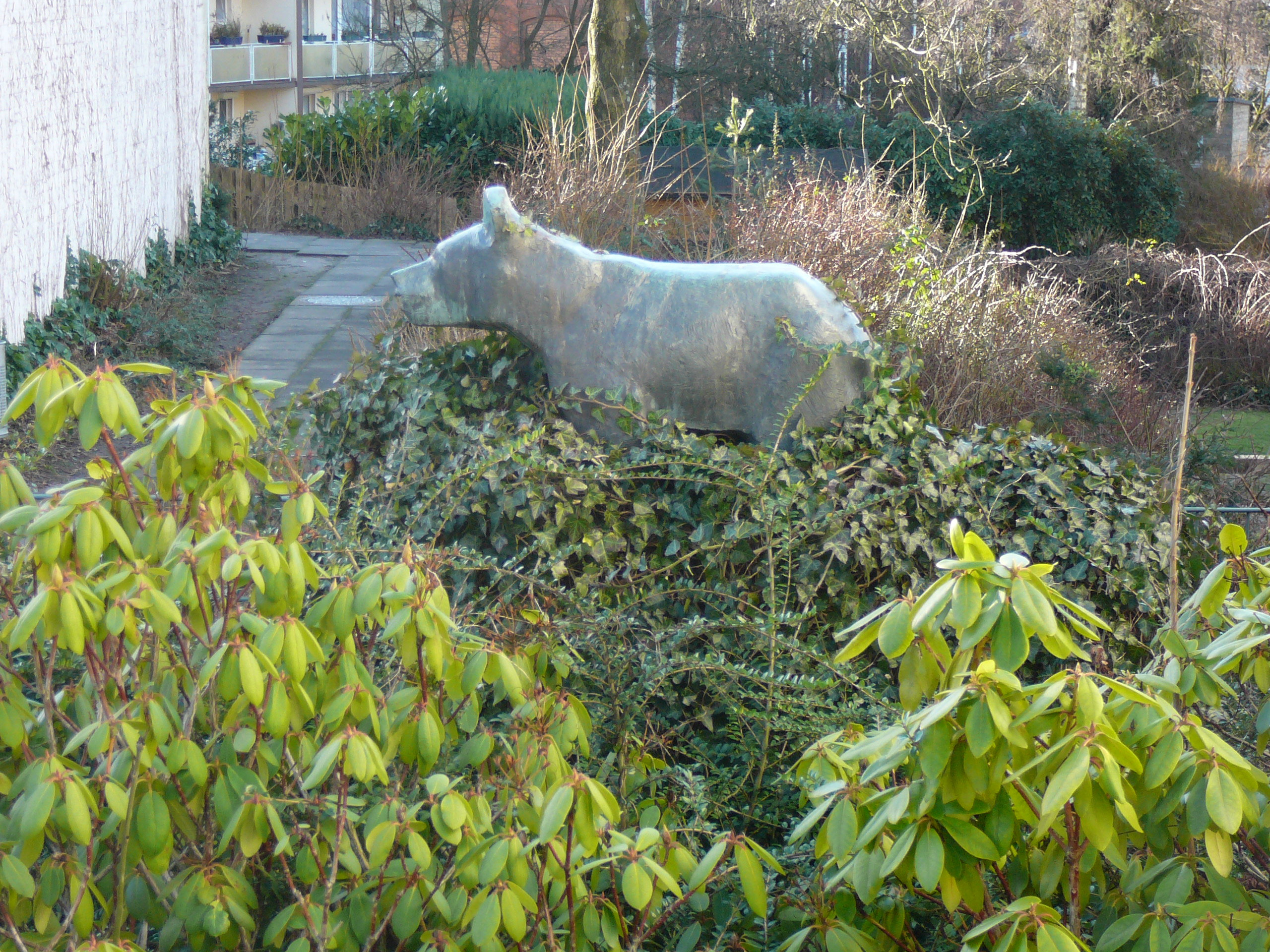
Bärenskulptur

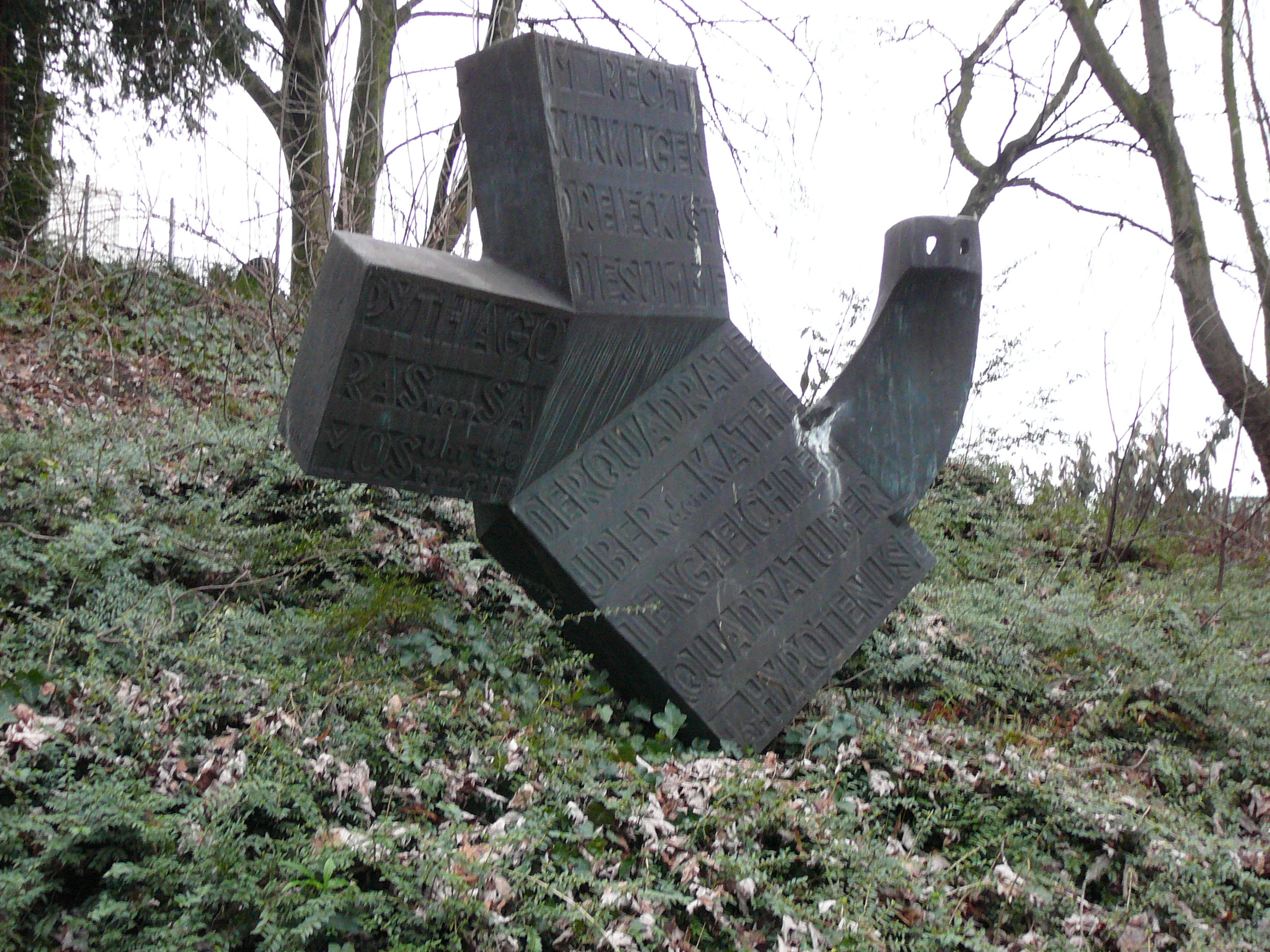
„Pythagoras“ (1964) im Skulpturenpark Johannisberg

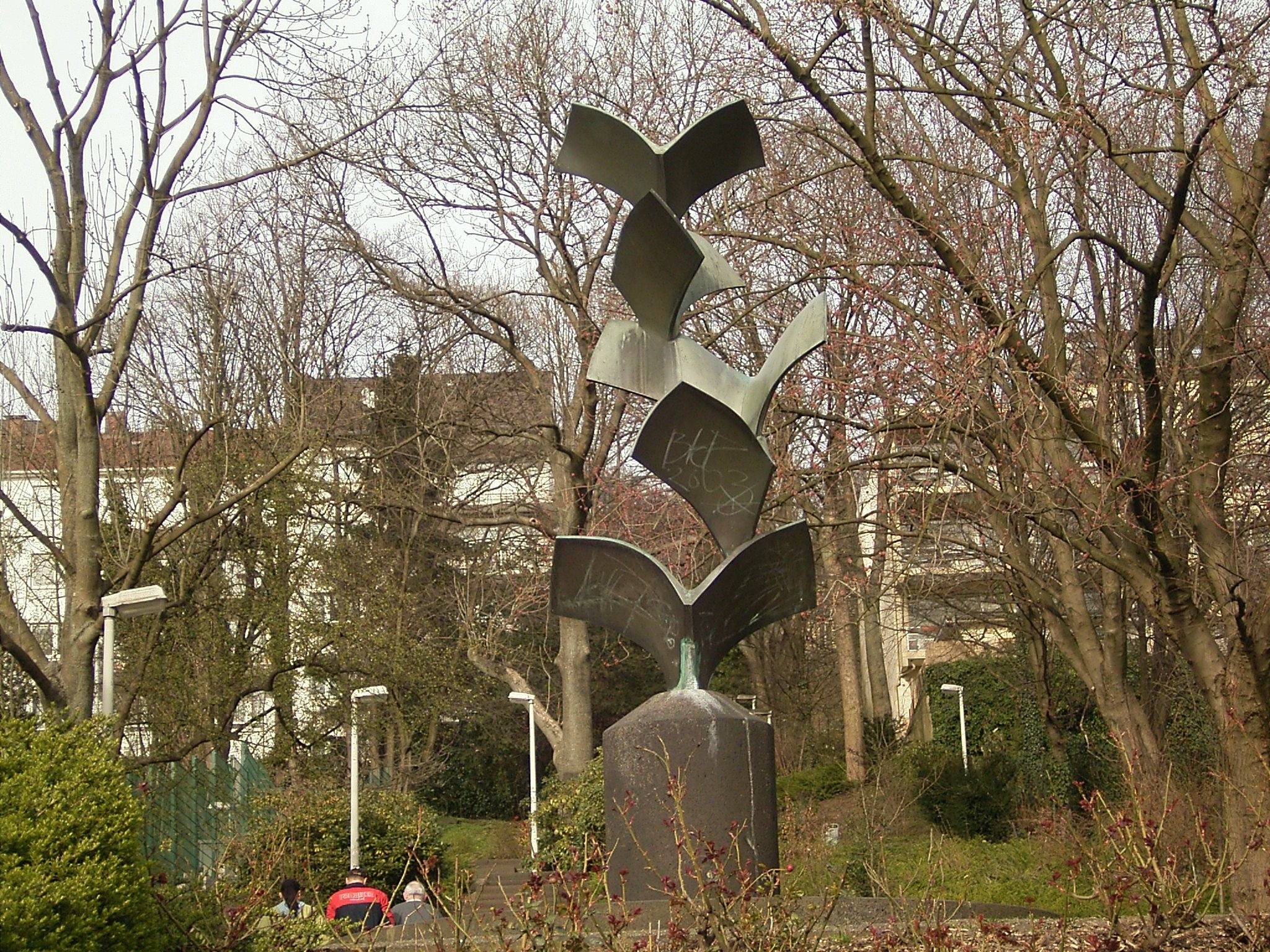
Skulptur „Schwingen“

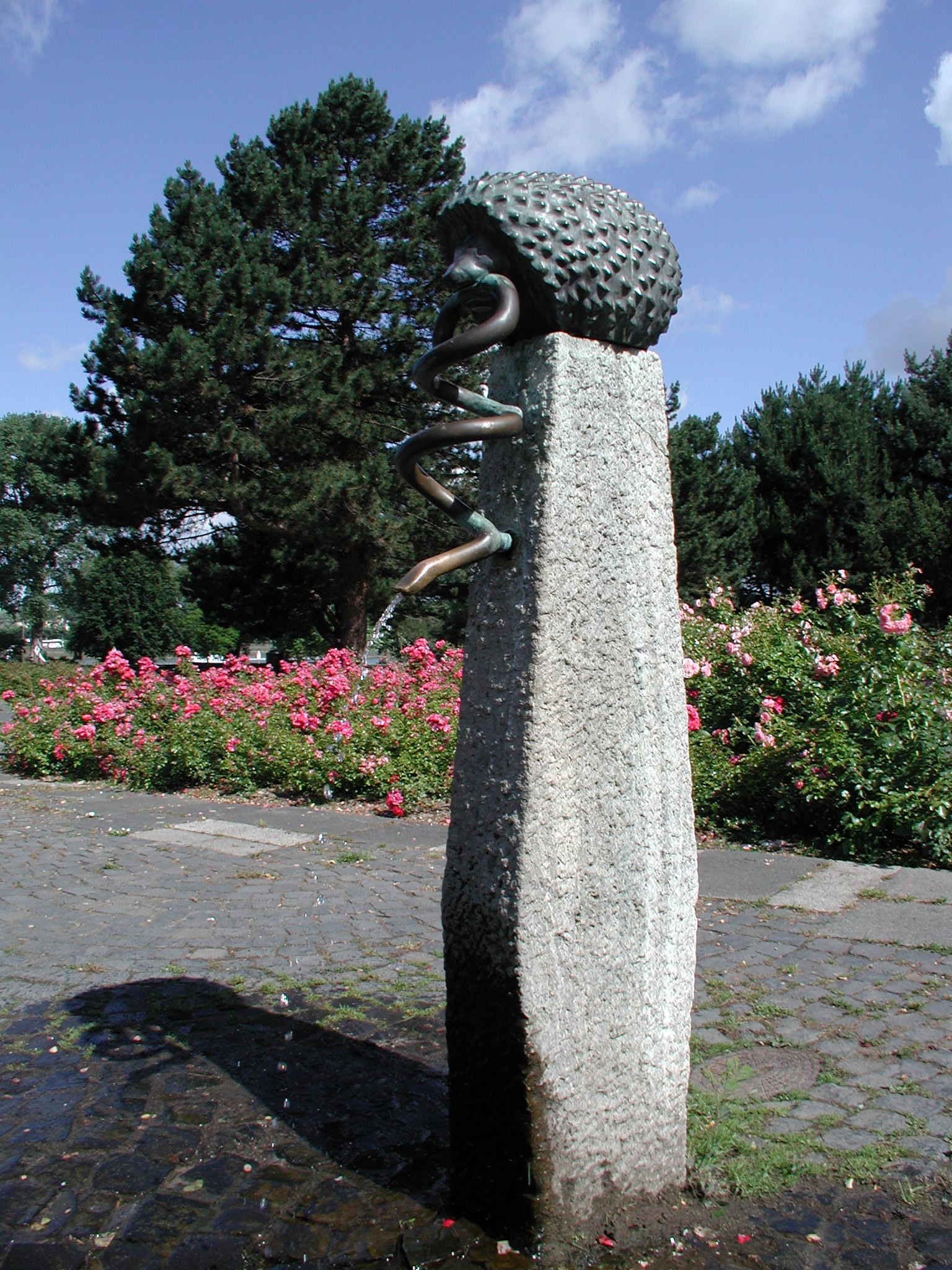
"Igel mit Schlange" (1960) im Rheinpark (Köln)

Fritz Bernuth (* 19. Januar 1904 in Elberfeld; † 22. Mai 1979 in Wuppertal) war ein deutscher Bildhauer und Porzellandesigner.
Bernuth, Sohn des Malers Max Bernuth, machte sich vor allem einen Namen durch seine Tier- und Porträtskulpturen. 1918 begann er sein Kunststudium an der Kunstgewerbeschule Elberfeld und von 1919 bis 1921 absolvierte er eine Lehre als Holz- und Steinbildhauer in Wiedenbrück. Mit Gerhard Schliepstein teilte er sich von 1926 bis 1945 ein gemeinsames Atelier. Für die Porzellanmanufakturen Berlin, Fürstenberg, Meißen und Rosenthal entwarf er zahlreiche Figuren, unter anderem die Tierfigur „Junger Affe (Mantelpavian)“ (1936). Bernuth war 1939, 1941 und 1944 mit elf Werken, fast alles Tierplastiken, auf der Großen Deutschen Kunstausstellung in München vertreten.
Von 1957 bis 1959 wurde mit seiner Hilfe der Wuppertaler Gerechtigkeitsbrunnen restauriert, dessen von dem Bildhauer Bernhard Hoetger stammende Figuren von den nationalsozialistischen Machthabern als „Entartete Kunst“ zerstört wurden.
1974 fand im Von der Heydt-Museum Wuppertal eine Ausstellung seines Lebenswerkes von 1919 bis 1973 statt.

## Auszeichnungen
- 1939: Villa-Romana-Preis
- 1954: von der Heydt-Kulturpreis der Stadt Wuppertal